# 설악고등학교 (경기)
설악고등학교(雪岳高等學校)는 대한민국 경기도 가평군 설악면 신천리에 있는 공립 고등학교이다.

## 학교 연혁
- 1955년 4월 17일 : 설악중학교 3학급 설립 인가
- 1967년 11월 28일 : 설악잠업고등학교 3학급 설립 인가
- 1968년 3월 2일 : 설악잠업고등학교 개교 (초대 한성완 교장 취임)
- 1972년 8월 2일 : 설악고등학교 학칙 변경 인가
- 1975년 11월 24일 : 설악고등학교 6학급 증설 인가
- 2019년 1월 10일 : 설악고 제49회 71명 졸업(누계 3,755명)
- 2020년 3월 1일 : 설악고 제25대 신순옥 교장 취임

## 참고 자료
- 설악고등학교 - 한국교육학술정보원 학교알리미